# Os Xeretas
Os Xeretas é um filme de aventura de 2001, que mostra que o trabalho em grupo é muito importante para se conseguir atingir seus objetivos.
As filmagens de Os Xeretas ocorreram na cidade de Castro, no Paraná.

## Sinopse
O filme começa com uma menina sendo perseguida por um grupo de bandidos quando de repente ela desaparece envolta em um portal de luz.
Duda, Tato e Nick são três amigos inseparáveis que são conhecidos pela população local como os Xeretas. Num dia eles encontram uma menina com um símbolo tatuado no braço, que esta vagando perdida pela cidade. Com a ajuda da mística Alana eles descobrem que a garota é na verdade uma viajante dos portais do tempo e do espaço que faz parte dos Aleph, um povo responsável pela segurança destes portais. A pequena menina precisa retornar ao seu mundo e para isto é necessário que tenha em mãos um medalhão que é a chave dos portais, pois senão morrerá. Visto isso Os Xeretas resolvem ajudá-la, indo à busca de um ladrão sem escrúpulos (Francisco Cuoco) e seu ajudante puxa-saco (Roberto Arduim) que roubaram o medalhão, que estava em um museu de São Paulo até pouco tempo atrás. Os Xeretas correm contra o tempo. Nada pode dar errado.

## Elenco
- Fábio Lins .... (Duda)
- José Eduardo Gomes .... (Tato)
- José Luiz Batistella .... (Nicolau "Nick")
- Fábio Henrique .... (Erasmo)
- Francisco Cuoco .... (Stegner)
- Roberto Arduim .... (Stopa)
- Ana Lúcia Torre .... (Alana)
- Jéssyka Bueno Barth .... (Menina Do Medalhão)
- Eliana Fonseca .... (Diretora Da Escola)
- Richard Zacharias .... (Ronaldo Sérgio)
- Aquilis Ferreira .... (Atilia)
- Rodolfo Valentin .... (Limão)
- Elias Andreato .... (Tio Elias)